# Mariah Teixeira
Mariah Teixeira (João Pessoa, 14 de Janeiro de 1985) é uma atriz e diretora brasileira. Ganhou notoriedade após interpretar a personagem Auxiliadora em Baixio das Bestas, papel que lhe rendeu o Candango de Melhor Atriz no Festival de Brasília.

## Biografia
Mariah nasceu no dia 14 de Janeiro em João Pessoa na Paraíba. É filha do escritor e ator paraibano Tavinho Teixeira, onde foi uma das grandes inspirações para Mariah entrar no mundo dramático.
Se mudou para o Rio de Janeiro quando tinha apenas 16 anos, para cursar teatro na Casa das Artes de Laranjeiras (CAL), continuou morando na cidade por 5 anos e voltou a morar em João Pessoa. Depois de um ano, mudou-se para o Rio novamente para dar continuidade aos estudos.
Em Janeiro de 2006, recebeu uma ligação da produção do longa Baixio das Bestas e foi aprovada em pouco tempo para participar do elenco. A produção procurava pessoas que fossem maiores de idade, mas que apresentassem uma fisionomia de uma pessoa de 16 anos, e Mariah se encaixou perfeitamente neste perfil após mandar vídeos se apresentando para a produção. Em poucos dias estava em Recife fazendo mais testes para o filme, que foi a sua primeira atuação no cinema. No longa, ela faz o papel de Auxiliadora, interpretação que lhe rendeu o Troféu Candango de Melhor Atriz no Festival de Brasília de 2006.
Depois de sua estreia, atuou em diversos outros filmes, como o longa Se nada mais der certo, dirigido por José Eduardo Belmonte em 2008, e o curta Lembrança, de Maurício Osaki, feito em 2009 e premiado no Festival de Brasília. Ainda fez uma participação em Corpo presente, de 2011, e protagonizou um filme dirigido por seu pai, Tavinho Teixeira, o longa Luzeiro volante, de 2013. Os dois atuaram juntos em Sol Alegria, filme de tom libertário e anárquico também dirigido por Tavinho lançado em 2018.

## Filmografia

### Televisão
| Ano  | Título                | Personagem | Notas |
| ---- | --------------------- | ---------- | ----- |
| 2016 | Justiça               | Ariel      | [ 6 ] |
| 2020 | Onde Está Meu Coração | Anjo       | [ 7 ] |

### Cinema[8]
| Ano  | Título                 | Personagem    | Notas          |
| ---- | ---------------------- | ------------- | -------------- |
| 2006 | Baixio das Bestas      | Auxiliadora   |                |
| 2008 | Se Nada Mais Der Certo | Fiscal de Luz |                |
| 2009 | Lembrança              | Amiga         | Curta-metragem |
| 2010 | Quinteto de Cordas     |               | Curta-metragem |
| 2011 | Luzeiro Volante        | Mochileira    |                |
| 2013 | Corpo Presente         | Prostituta    |                |
| 2016 | Cães Famintos          | Vizinha       |                |
| 2018 | Sol Alegria            | Filha         | [ 4 ] [ 9 ]    |
| 2018 | Reforma                | Flávia        | Curta-metragem |
| 2018 | Relações Elétricas     | Filha         | Curta-metragem |
| 2019 | Tempestade             | —             | Curta-metragem |
| 2019 | Misteria               | —             | Curta-metragem |
| 2020 | Rafameia               | Carmem        | Curta-metragem |

### Teatro
| Ano  | Título                         | Personagem | Notas                                                                        | Ref    |
| ---- | ------------------------------ | ---------- | ---------------------------------------------------------------------------- | ------ |
| 2006 | A Frente Fria Que a Chuva Trás |            | Direção de Caco Ciocler produção de Mario Bortolotto do grupo 'Nós do Morro' | [ 11 ] |
| 2007 | Não Olhe Agora                 |            | Com Coletivo Improviso                                                       | [ 12 ] |